# Приветствую тебя, Мария
«Приветствую тебя, Мария» (фр. Je vous salue, Marie; другое название — «Хвала тебе, Мария») — французский фильм по сценарию и постановке Жан-Люка Годара. Картина представляет собой современный пересказ о рождении девственницей и отмечена на 35-м Берлинским международном кинофестивале (1985).

## Сюжет
Мари (актриса Мирием Руссель), студентка, работающая на автозаправке у своего отца и играющая в баскетбол за местную команду; она утверждает, что является девственницей, и сохраняет целомудренные отношения со своим бойфрендом Иосифом Thierry Rode, водителем такси, бросившим учёбу. Когда незнакомец по имени дядя Габриэль (прилетевший на самолёте и сопровождаемый маленькой девочкой в качестве секретаря) сообщает Мари, что она беременна несмотря на сохранение девственности и родит божьего сына, она шокирована и сконфужена. Однако Джозеф не верит, что она беременна и в то же время девственница. Габриэль должен наставлять Джозефа, чтобы он принял беременность Мари, а та приходит к пониманию божьего замысла через медитации.
Сюжетная линия параллельно перемежается с историей о Еве, студентке колледжа, и её неназываемом профессоре, которые беседуют о предопределённости жизни с рождения человека; их любовная интрижка изобилует частыми философскими дискуссиями.
Со временем гнев Джозефа стихает и пара женится. После этого Мари учит Джозефа любить её, сохраняя дистанцию, почитая её и не прикасаясь. В итоге Джозеф клянётся сдерживаться и быть её тенью, на что Мари отвечает: «Разве не все люди являются тенью Бога?» Они растят своего сына, Иисуса, который затем уходит, чтобы «продолжить дело своего отца». Между тем Мари исследует свою сексуальность, стремясь найти связь своего тела и духа.

## Реакция и критика
Религиозная тематика фильма и сцены с полным обнажением некоторые христиане сочли оскорбительными. Иоанн Павел II раскритиковал фильм, сказал, что картина «глубоко ранит религиозные чувства верующих». Protesters showed up at some theaters on opening night. The film had only 353,877 admissions in French movie theaters.
Фильм получил смешанные отзывы, включая один в The New York Times, в котором картину охарактеризовали как «не специально провоцирующую и развлекательную», но также назвали «крайне серьёзной попыткой исследования отношений между женщинами и мужчинами, а также возможностью крепкой дружбы, не основанной на сексе. Также это фильм о требованиях веры, которые в данном случае циничны, и действительно могут быть спорным аспектом сюжета.» Многие другие серьёзные критики были более благосклонны. Так, Time Out сообщает: «Композиция подобна бриллиантовой мозаике, фильм Годара придаёт новый смысл посведневным образам; заставляет нас слушать с новым пониманием и показывает нам обнажённую женщину, которая ранее никогда не снималась.» Кинокритик телеканала Channel 4 пишет: «Рождение девственницей представлено как реальность — для Годара загадкой было женственность и роды в целом. Это режиссёр исследует через потрясающие образы природы и обнажённая фигура его героини — запоздало фотографируемая без вуайеризма или сексизма после определённых классических художеств». Кинорежиссёр Джон Уотерс пишет высоко одобрительные отзывы, которые вошли в его книгу «Crackpot».
На Каннском кинофестивале недовольный фильмом человек бросил тортом в лицо Годару, что попало в международные новости. После резкой критики Годар пытался изъять фильм из показа в Италии, но его дистрибьютор не смог добиться этого. Также режиссёр заявил, что фильм не о Деве Марии, а «о молодой женщине по имени Мари, которая в определённый момент своей жизни находит часть себя в исключительном событии, которого она никогда не желала себе». Несмотря на первоначальную резкую критику, фильм получил высокую оценку за операторское мастерство.

## В ролях
- Мирием Руссель — Мария
- Тьерри Роуд — Иосиф
- Филипп Лакост — Габриель
- Жюльет Бинош — Жюльет
- Анн Готье — Ева
- Йохан Лейзен — профессор

## Создатели фильма
- Сценарий: Жан-Люк Годар
- Режиссёр: Жан-Люк Годар
- Операторы: Жак Фирманн, Жан-Бернар Мену